# La porta sul buio
La porta sul buio est une mini-série télévisée composée de quatre épisodes indépendants d'une heure, montée et produite par Dario Argento et diffusée par la Rai pendant quatre semaines en septembre 1973 sur le Programma Nazionale (aujourd'hui Rai 1).
Chaque épisode était présenté par Dario Argento, qui a signé la réalisation du deuxième épisode sous le pseudonyme de Sirio Bernadotte et a pris le relais de Roberto Pariante pour la réalisation du quatrième.

## Production et diffusion
Afin de confirmer le succès de ses trois premiers films, Dario Argento monte et produit une série de quatre moyens métrages d'environ une heure chacun pour la RAI. Outre la présentation de chaque épisode, le réalisateur réalise personnellement l'un d'entre eux, Il tram, succédant ainsi à Roberto Pariante, le réalisateur de Testimone oculare, tandis que les deux autres films sont confiés à Luigi Cozzi, collaborateur d'Argento, et Mario Foglietti (it). Il s'agissait d'une équipe déjà éprouvée, puisque dans Quatre Mouches de velours gris, Pariante avait été l'assistant réalisateur d'Argento et Cozzi assistant réalisateur et co-scénariste avec Foglietti et Argento. Une contribution fondamentale à la réalisation de la série a été apportée par la musique, œuvre de Giorgio Gaslini, pianiste et compositeur de jazz.
La série a été diffusée par la première chaîne en première partie de soirée, mais comme les téléspectateurs de l'époque n'étaient pas habitués aux scènes « intenses » à la télévision, Argento et ses comparses ont dû édulcorer quelque peu la violence graphique de certaines scènes. Cela ne veut pas dire que les auteurs des quatre histoires ont renoncé à utiliser des intrigues aux accents sombres, des atmosphères aliénantes et une dose de suspense. Argento a notamment essayé de transférer ses idées, déjà proposées sur grand écran, dans ces histoires courtes. Il considérait le feuilleton comme une occasion d'expérimenter de nouvelles techniques de tournage et d'explorer de nouveaux langages cinématographiques adaptés au giallo. 

## Épisodes

### Il vicino di casa
Un couple de jeunes mariés, Luca et Stefania, emménagent avec leur fils nouveau-né dans une nouvelle maison sur la côte du Latium. L'appartement est abandonné, sale et sans électricité mais le couple ne semble pas s'en soucier et décide d'y passer la nuit, ignorant que leur voisin vient d'assassiner sa femme. Lorsqu'ils l'apprennent, ils tentent de partir mais ne parviennent pas à libérer leur voiture, qui s'est embourbée. Découverts par leur voisin, ils sont capturés et mis hors d'état de nuire. Le meurtrier creuse une fosse pour le couple dans l'intention de les tuer, mais un ami du couple arrive dans un camion transportant des meubles de maison. Le voisin perfide parvient à le convaincre, ainsi que le camionneur, que le couple n'a jamais été là, mais les pleurs du bébé, qui a dormi toute la nuit et dont le voisin n'avait pas remarqué la présence, permettent aux deux hommes de découvrir la vérité.
C'est l'épisode qui a été diffusé en premier ; il se caractérise par un décor claustrophobe et cauchemardesque : toute l'affaire se déroule principalement la nuit, à l'intérieur d'un appartement, sans téléphone ni éclairage, situé dans un petit immeuble isolé près de la plage, situation à laquelle s'ajoute la voiture en panne des deux protagonistes. Des éléments qui, ajoutés aux décors pauvres qui entourent les personnages, confèrent au récit une atmosphère angoissante, dominée par une tension omniprésente, à laquelle contribuent la musique et le montage. Les plans de nuit en extérieur devant la maison, dans le silence interrompu par les rafales de vent, contribuent également au sentiment de désolation qui se dégage du film. Dans certaines séquences, la patte d'Argento semble tout à fait évidente : par exemple, le montage alterné, le passage du plan large à l'extrême gros plan (déjà appliqué par le réalisateur dans ses films) et les plans d'extérieur mentionnés plus haut.
Cozzi a déclaré s'être inspiré du film Fenêtre sur cour d'Hitchcock ; en effet, Mimmo Palmara, le « voisin », semble avoir les gestes de Raymond Burr, le meurtrier de ce film, à part le fait qu'il veut se débarrasser du jeune couple, témoin involontaire de l'uxoricide. Une autre référence est Deux Nigauds contre Frankenstein, un film que les deux protagonistes regardent à la télévision.
Les deux protagonistes sont Aldo Reggiani (déjà mis en vedette dans Le Chat à neuf queues d'Argento) et Laura Belli (déjà à l'affiche des feuilletons Ho incontrato un'ombra (it) et Il segno del comando (it)). Dans le rôle du psychopathe, on retrouve Mimmo Palmara, acteur de doublage, cascadeur et interprète bien connu dans de nombreux péplums et spaghetti-westerns, tandis qu'Argento lui-même apparaît dans le prologue de l'épisode.

### Il tram
Un commissaire de police enquête sur le meurtre mystérieux d'une jeune fille, tuée dans un tramway lors d'un trajet de nuit. Malgré le manque d'expérience dont il a conscience, le commissaire parvient à reconstituer la scène du meurtre et l'auteur présumé est arrêté et jugé. C'est alors que le commissaire commence à avoir des doutes et se rend compte qu'un détail qu'il ne parvient pas à déchiffrer lui a échappé. Après avoir interrogé à nouveau les passagers du tramway le soir du meurtre, il décide de faire toute la lumière sur cette affaire avec l'aide de sa compagne. Ayant découvert le détail qui lui avait échappé et ayant remonté la piste du véritable coupable, un collègue et amant de la victime, il manque de se faire tuer par le meurtrier qui s'en prend à la jeune fille, mais l'intervention de la police arrête le tueur, qui est finalement arrêté.
L'épisode réalisé par Argento reflète les idées déjà exposées dans ses trois premiers longs métrages. Partant d'une scène coupée du scénario original de L'Oiseau au plumage de cristal, Argento utilise largement les éléments qui ont contribué au succès de ses premiers films : plans étudiés et recherchés, obsession du détail (les tics du protagoniste, qui claque continuellement des doigts en réfléchissant à la façon de résoudre l'énigme), la musique jazz de Gaslini, l'utilisation de plans subjectifs pour générer curiosité et mystère, la présence du « détail » fondamental que le protagoniste ne peut pas décoder, l'ironie et l'humour sous-jacent qui imprègnent le film (la description de certains suspects), la séquence du mythomane, les gaffes de Morini, toujours visé par Giordani), la résolution des moments dramatiques avec des scènes très brèves mais éloquentes (le principal suspect qui, menotté entre deux carabiniers, crie son innocence dans la salle d'audience) et, enfin, la présence des acteurs Fulvio Mingozzi, Gildo Di Marco, Tom Felleghi et Corrado Olmi.
Avec ce film, Argento confirme sa fascination pour l'idée d'Antonioni sur l'illusion du regard, en construisant et en dénouant le nœud de l'histoire autour d'un « détail » insaisissable, troublant et inattendu, qui est mis en évidence par Giordani après avoir parcouru plusieurs fois le même trajet à bord du tramway afin de reconstituer la scène du crime, qu'aucun passager ne semble avoir remarqué. De plus, Argento maintient un faible niveau de tension dans la première demi-heure, puis le fait monter en puissance dans les vingt dernières minutes, jusqu'à ce qu'il atteigne son apogée pendant la longue attente, rythmée par une musique obsessionnelle, dans la séquence du dénouement.
Le jeune commissaire est interprété par Enzo Cerusico, dont le personnage présente néanmoins une certaine ambiguïté sous-jacente, peut-être due à son entêtement. Pour débusquer le coupable, il n'hésite pas à utiliser comme appât sa propre fiancée (Paola Tedesco), qui risquera sa vie pour l'aider.
Enfin, la décision de confier au commissaire la tâche d'exprimer un message « politique » à la fin de l'épisode est originale : « Il y a aussi le criminel intelligent, il peut avoir de belles voitures, des villas, du luxe, il peut même avoir l'air d'une bonne personne, mais lui aussi commet des crimes. Quand on observe ses mains, elles sont pourtant toujours blanches, propres, immaculées ».

### La bambola
La police est à la recherche d'un psychopathe qui s'est échappé d'un l'hôpital psychiatrique et qui semble être responsable du meurtre d'une femme. Pendant ce temps, une jeune fille ayant volé une poupée est approchée par un mystérieux individu.
Le troisième et avant-dernier chapitre de la série n'a pas la charge émotionnelle des épisodes précédents, car il n'y a pas de véritables moments de suspense, à l'exception de la scène dans l'atelier du tailleur, tandis que la tension est pratiquement absente tout au long du film. Plutôt que d'effrayer le spectateur, les scénaristes cherchent à emmener le spectateur sur une fausse piste, en recourant à un montage trompeur et à l'utilisation des plans à la première personne typiques d'Argento. Le long plan subjectif avec une caméra à l'épaule qui ouvre l'épisode est semblable au prologue de La Nuit des masques de John Carpenter.

### Testimone oculare
Une femme déclare à la police qu'elle a été témoin d'un meurtre, mais personne ne la croit car aucune preuve de l'incident n'a été trouvée.
Bien que signé par Roberto Pariante, l'épisode a en fait été tourné par Argento, dont la patte est perceptible dans la présence d'un mystérieux individu qui, portant des gants noirs, parle au téléphone d'une voix sifflante, dans la bande-son rythmée qui fait un large usage des cymbales et des percussions (très proche de la partition composée par Ennio Morricone pour Quatre Mouches de velours gris), dans le passage du plan large au très gros plan. En revanche, l'humour et l'ironie qui caractérisent Il tram sont totalement absents, remplacés par une atmosphère noire et étouffante et un sentiment constant de menace et de danger qui plane sur la protagoniste (interprétée par Marilù Tolo), perceptible dès les premières images du film. En effet, contrairement à l'autre épisode, dans lequel toute la tension atteignait son apogée dans les vingt dernières minutes, on assiste ici à une accumulation progressive de données alarmantes (disparition d'un cadavre, appels téléphoniques menaçants, serrures forcées, câbles téléphoniques coupés) pour souligner la dimension claustrophobe et angoissante dans laquelle se trouve la protagoniste (elle a vu le cadavre d'une femme, mais personne ne la croit), de plus en plus isolée dans sa propre maison-prison ; Le dénouement est le seul point commun de l'épisode avec Il tram, quand Giulia reste prisonnière dans l'entrepôt. Une fin, d'ailleurs, qui présente elle aussi plusieurs similitudes avec le film La Nuit des masques de Carpenter.
Enfin, un autre élément qui tranche avec Il tram concerne le personnage du commissaire Rocchi (interprété par l'acteur et doubleur Glauco Onorato), beaucoup plus ombrageux et placide que son collègue Giordani, et moins obstiné dans sa recherche de la vérité, ne parvenant finalement à sauver Roberta que par pur hasard.

## Fiche technique
- Titre original : La porta sul buio[2],[3]
- Réalisation : Luigi Cozzi (Il vicino di casa), Dario Argento (Il tram), Roberto Pariante (Testimone oculare), Mario Foglietti (it) (La bambola)
- Scénario : Luigi Cozzi (Il vicino di casa), Dario Argento (Il tram), Dario Argento et Luigi Cozzi (Testimone oculare), Marcella Elsberger et Mario Foglietti (it) (La bambola)
- Photographie : Elio Polacchi
- Montage : Alberto Moro (Il tram), Amedeo Giomini (les trois autres épisodes)
- Musique : Giorgio Gaslini
- Décors : Dario Micheli
- Costumes : Dario Micheli
- Production : Dario Argento
- Société de production : S.E.D.A. Spettacoli pour la RAI
- Pays de production :  Italie
- Langue originale : italien
- Format : Couleurs - 1,33:1 - Son mono
- Genre : giallo
- Durée (cinéma) : 135 minutes
- Dates de diffusion : Il vicino di casa (4 septembre 1973) ; Il tram (11 septembre 1973) ; La bambola (18 septembre 1973) ; Testimone oculare (25 septembre 1973)

## Distribution
Il vicino di casa
- Aldo Reggiani : Luca
- Laura Belli : Stefania
- Mimmo Palmara : le voisin
- Alberto Atenari

Il tram
- Enzo Cerusico : commissaire Giordani
- Paola Tedesco : Giulia
- Pierluigi Aprà : Roberto Magli
- Emilio Marchesini : Marco Roviti
- Corrado Olmi : Morini
- Fulvio Mingozzi : policier
- Gildo Di Marco : passager avec barbe
- Tom Felleghy : passager
- Maria Tedeschi : passagère
- Salvatore Puntillo : passager
- Luciana Lehar : passagère
- Marcello Fusco : passager
- Pietro Zardini : passager

La bambola
- Robert Hoffmann : médecin
- Mara Venier : Daniela Moreschi
- Gianfranco D'Angelo : commissaire
- Pupo De Luca (en) : commissaire adjoint
- Umberto Raho : psychiatre
- Erika Blanc : Elena Moreschi
- Maria Teresa Albani : aubergiste
- Luciano Bonanni : client du bar

Testimone oculare
- Marilù Tolo : Roberta Leoni
- Riccardo Salvino : Guido Leoni
- Glauco Onorato : Commissaire Rocchi
- Altea De Nicola : Anna
- Gino Pagnani